# Abdón Calderón (Manabí)
Abdón Calderón ist eine Kleinstadt und eine Parroquia rural („ländliches Kirchspiel“) im Kanton Portoviejo der ecuadorianischen Provinz Manabí. Die Parroquia besitzt eine Fläche von 123,8 km². Die Einwohnerzahl lag im Jahr 2010 bei 14.164. Die Parroquia wurde am 21. Mai 1909 gegründet. Namensgeber war Abdón Calderón, ein Nationalheld im Unabhängigkeitskampf Ecuadors. Der Ort ist auch unter seinem ursprünglichen Namen „San Francisco de Asís“ sowie der Kurzform „Calderón“ bekannt.

## Lage
Die Parroquia Abdón Calderón liegt am Westrand der Cordillera Costanera etwa 25 km von der Pazifikküste entfernt. Der Río Chico, ein rechter Nebenfluss des Río Portoviejo, durchquert das Gebiet in westnordwestlicher Richtung. Der Hauptort Abdón Calderón liegt am Südufer des Río Chico auf einer Höhe von 47 m, 12 km ostnordöstlich der Provinzhauptstadt Portoviejo. Die Fernstraße E30 (Portoviejo–Quevedo) führt durch Abdón Calderón.
Die Parroquia Abdón Calderón grenzt im Nordwesten an die Parroquia Riochico, im Norden an die Parroquia Pueblo Nuevo, im Nordosten an den Kanton Junín, im Osten an die Parroquias Chirijos und Alhajuela, im Südosten an die Parroquia Ayacucho (Kanton Santa Ana) sowie im Südwesten an Portoviejo.

## Orte und Siedlungen
In der Parroquia gibt es 13 Recintos: El Centro de la Parroquia, Pimpiguasí, La Ciénega, Florestal, Juan Dama,  Hormiguero, Bijahual, Quebrada de Guillem, Maconta, Naranjal, Potrerillo, Miguelillo und El Jobo.